# Ivangarage
Ivangarage è il tredicesimo album di Ivan Graziani pubblicato nel 1989.

## Tracce
1. Prudenza mai – 3:42
2. Un uomo – 3:03
3. Guagliò guagliò – 4:53
4. Psychedelico – 3:49
5. Noi non moriremo mai – 4:52
6. Johnny non c'entra – 4:01
7. Radici nel vento – 4:50
8. I metallari – 2:32
9. Ora et labora – 4:47
10. E mo' che vuoi – 3:29

## Formazione
- Ivan Graziani – voce, chitarra, tastiera
- Roberto Carlotto – organo Hammond, cori
- Pasqualino Venditto – batteria, cori, percussioni
- Beppe Pippi – chitarra acustica, cori, basso
- Beppe Gismondi - flauto, cori, sax